# Capitulação de Alexandria

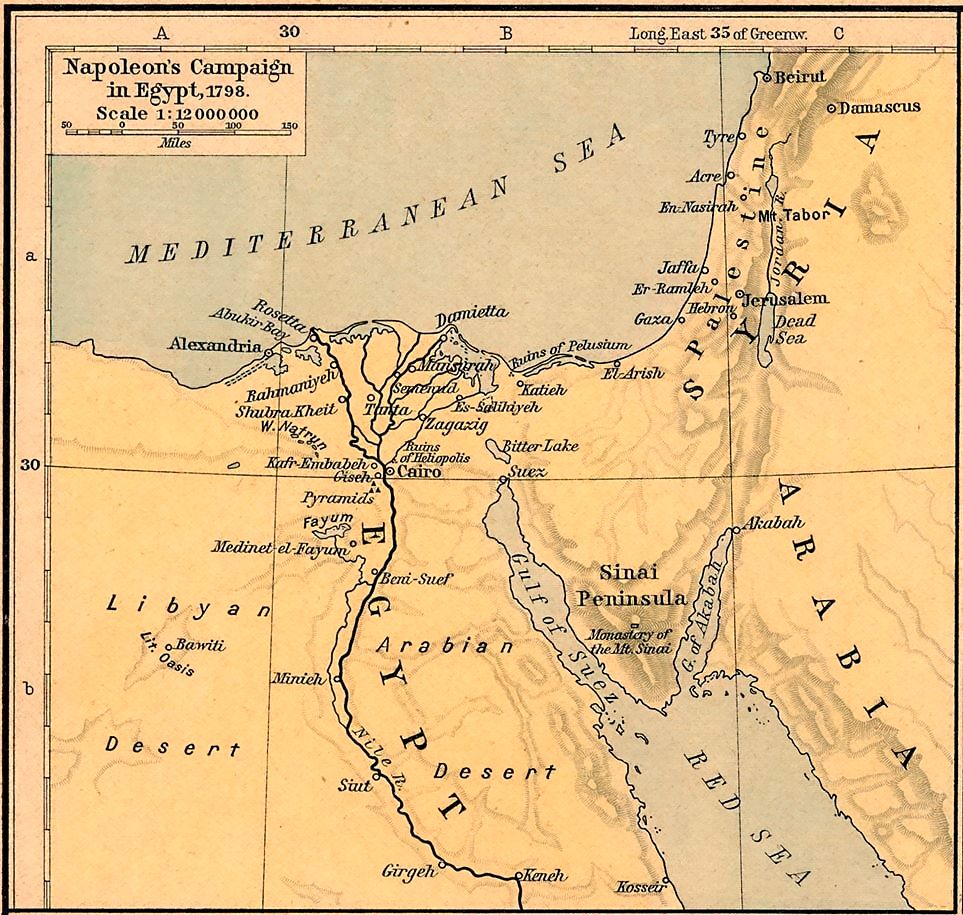
A campanha napoleónica no Egito durou de 1798 a 1801.

A Capitulação de Alexandria em agosto de 1801 foi o final da expedição francesa ao Egito.
As tropas francesas, derrotadas pelos britânicos e otomanos, retiraram-se para Alexandria onde foram cercados. Em 30 de agosto de 1801 o general francês Abdullah Jacques-François de Menou ofereceu a rendição e propôs termos, que foram aceites parcialmente ou alterados pelo general britânico John Hely-Hutchinson e pelo almirante Lord Keith. O texto da capitulação está escrito na totalidade na obra de Robert Thomas Wilson History of the British expedition to Egypt. Cada artigo proposto pelo general Menou é seguido por um comentário: os artigos propostos na forma alterada pelos comentários formam a capitulação como foi efetivada, levando ao fim formal do conflito em 2 de setembro de 1801. O documento é assinado pelo general Menou, por dois comandantes britânicos, e pelo "Capitão Pacha Hussim" que representou as forças otomanas.
De acordo com o artigo 16 da capitulação "os manuscritos árabes, as estátuas, e outras coleções que foram feitas pela República Francesa devem ser consideradas propriedade pública, e sujeitas à disposição dos generais do exército conjunto." Isto conduziu à transferência para posse britânica da Pedra de Roseta e outras antiguidades egípcias recolhidas pela francesa Comissão das Ciências e das Artes e pelos académicos do Institut d'Égypte.